# Liste des guerres de la Corée du Sud
Cette liste regroupe les guerres et conflits ayant vu la participation de la Corée du Sud. Voici une légende facilitant la lecture de l'issue des guerres ci-dessous :
- Victoire sud-coréenne
- Défaite sud-coréenne
- Autre résultat (par exemple un traité ou une paix sans un résultat clair, un statu quo ante bellum, un résultat inconnu ou indécis)
- Conflit en cours

| Début        | Fin             | Nom du conflit     | Belligérants | Belligérants                                                                          | Lieu                                  | Issue |
| Début        | Fin             | Nom du conflit     | Alliés (y compris la Corée du Sud) | Ennemis                                                                               | Lieu                                  | Issue |
| ------------ | --------------- | ------------------ | --- | ------------------------------------------------------------------------------------- | ------------------------------------- | --- |
| 25 juin 1950 | 27 juillet 1953 | Guerre de Corée    | Australie Belgique Canada Colombie Corée du Sud États-Unis Éthiopie France Grèce Luxembourg Pays-Bas Nouvelle-Zélande Philippines Thaïlande Turquie Royaume-Uni Afrique du Sud | Corée du Nord Union soviétique Chine                                                  | Corée                                 | Armistice de Panmunjeom |
| 2 août 1964  | 30 avril 1975   | Guerre du Viêt Nam | Sud-Viêt Nam États-Unis Corée du Sud Australie Philippines Nouvelle-Zélande République khmère Thaïlande Royaume du Laos | Nord-Viêt Nam Việt Cộng Khmers rouges Pathet Lao Chine Union soviétique Corée du Nord | Viêt Nam                              | Victoire des communistes |
| 2 août 1990  | 28 février 1991 | Guerre du Golfe    | Coalition : Australie Belgique Canada Argentine Corée du Sud États-Unis Espagne France Grèce Allemagne Pays-Bas Nouvelle-Zélande Arabie saoudite Bangladesh Turquie Royaume-Uni Bahreïn Égypte Émirats arabes unis Danemark Koweït Kurdistan irakien Oman Italie Honduras Hongrie Maroc Nigeria Niger Norvège Pakistan Portugal Pologne Roumanie Sénégal Sierra Leone Singapour Suède Syrie Tchécoslovaquie | Irak                                                                                  | Irak, Koweït, Arabie saoudite, Israël | Victoire de la Coalition, imposition de sanction à l'encontre de l'Irak, retrait des forces d'invasion irakiennes du Koweït |